# Iris Kolhoff-Kahl
Iris Kolhoff-Kahl (* 10. November 1963 in Leverkusen; † 3. Februar 2025) war eine deutsche Pädagogin, Fachdidaktikerin und Professorin für Textilgestaltung und ihre Didaktik sowie Mode-Textil-Design-Studies und deren Vermittlung an der Universität Paderborn.

## Lebenslauf
Kolhoff-Kahl studierte von 1982 bis 1987 Lehramt mit den Fächern Textilgestaltung und Englisch und von 1987 bis 1990 Pädagogik im Diplomstudiengang mit dem Schwerpunkt Jugend- und Erwachsenenbildung an der Universität zu Köln. 1995 promovierte sie an der Universität zu Köln mit dem Thema Der Bildungswert von Mal- und Zeichenkursen: empirisch ermittelte Selbsteinschätzungen der Beteiligten und historische Beispiele. Nach Tätigkeiten als wissenschaftliche Mitarbeiterin und wissenschaftliche Assistentin, unter anderem am Seminar Bildende Kunst und ihre Didaktik, Abteilung Textilgestaltung an der Universität zu Köln und am Institut für Textilgestaltung der Wilhelms-Universität Münster, sowie dem zweiten Staatsexamen am Studienseminar Düsseldorf übernahm sie 1998 die Vertretungsprofessur und 1999 die Professur im Fach Textilgestaltung und ihre Didaktik an der Universität Paderborn, die sie bis 2023 innehatte.
Seit 2009 war sie Vorsitzende des Arbeitskreises Textilunterricht NRW e.V.

## Forschungsschwerpunkte
Kolhoff-Kahls Forschungsschwerpunkte lagen im Bereich der pädagogischen Handlungskonzepte in schulischen und außerschulischen Berufsfeldern, die für die kulturelle Vermittlung von textilen Themen und Medien erforscht und weiterentwickelt werden. Ästhetische Bildungsfragen, Kreativitätsförderung, Transkulturalität und Gender sowie Neurobiologie und Wahrnehmungstheorien bilden grundlegende Bezugswissenschaften. Ihre Forschung und Lehre befasste sich mit ästhetischen Bildungsprozessen, die Alltagsästhetik, Wissenschaft und Gestaltung im Feld textiler Erscheinungsformen zwischen Mode- und Designtheorien vernetzen. Thematische Forschungsprojekte wie Körper und Kleid, Wohnen oder Dinge  wurden  in Lehrbüchern, Schulbüchern und Fachzeitschriften, Tagungen und Vorträgen veröffentlicht. 

## Publikationen (Auswahl)
- Textildidaktik, Eine Einführung. Auer-Verlag, Donauwörth 2005, 221 S. (4. Auflage 2013).
- Ästhetische Muster-Bildungen, Ein Lehrbuch mit ästhetischen Werkstätten zum Thema Kleid-Körper-Kunst. kopaed-Verlag, München 2009, 249 S.
- Ästhetische Werkstätten im Textil- und Kunstunterricht 5-10, Körper. Bd. 1, Schöningh-Verlag, Paderborn, 2010, 140 S.
- Ästhetische Werkstätten im Textil- und Kunstunterricht 5-10, Wohnen. Bd. 2, Schöningh-Verlag, Paderborn, 2011, 112 S.
- Ästhetische Werkstätten im Textil- und Kunstunterricht 5-10, Ding. Bd. 3, Schöningh-Verlag, Paderborn, 2012, 104 S.
- Ästhetische Werkstätten im Textil- und Kunstunterricht 5-10, Textile Techniken. Bd. 4, Schöningh-Verlag, Paderborn, 2013, 111 S.